# Opération Oregon
 (février 2022).
Le contenu est difficilement compréhensible vu les erreurs de traduction, qui sont peut-être dues à l'utilisation d'un logiciel de traduction automatique.
 (janvier 2022).
Guerre du Viêt Nam
Batailles
L'opération Oregon est une opération du US Marine Corps qui s'est déroulée dans la « rue sans joie » à environ 36 km au nord-ouest de Huế, du 19 au 23 mars 1966.

## Prélude
Le 17 mars 1966, la 1re division de l'Armée de la république du Viêt Nam (ARVN) avait tué plus de 50 soldats du 804e bataillon du Viet Cong dans la zone au sud de la capitale du district de Phong Điền. Le commandement ARVN a demandé aux Marines de monter une opération à 8 km au nord de Phong Điền. Le plan d'opération prévoyait que les compagnies A et B du 1er bataillon du 4e Marines (en) soient débarquées par des hélicoptères au nord et au sud de la route 597, puis se déplacent de 4 km au sud-est pour balayer les hameaux d'Ap Phu An et d'Ap Tay Hoang qui seraient tenus par le 802e Bataillon Viet Cong. Le 2e Bataillon 1er Marines (en) renforcerait si l'ennemi était engagé. L'opération devait être lancée le 19 mars mais le mauvais temps a forcé un report au 20 mars.

### Opération

#### 20 mars
Le débarquement des 1/4 Marines (en) fut retardé de 4 heures en raison du brouillard, à 10 h 15, les hélicoptères du HMM-163 étaient au-dessus des zones d'atterrissage mais furent accueillis par des tirs antiaériens. En raison de la faible altitude des nuages, l'appui aérien n'était pas disponible, mais les tirs d'artillerie du 4e Bataillon, 12e Marines à Phong Điền dégagèrent les zones d'atterrissage et les Marines commencèrent à atterrir à 12h55. Alors que les Marines commençaient à quitter la zone de débarquement, Robin Company B se retrouva dans un champ de mines autour du hameau d'Ap Chinh An à 800 km de la zone de débarquement Robin blessant 1 Marine. Les Marines tentèrent de prendre le hameau, les Viet Cong l'ont puissamment fortifié avec des casemates et des barbelés. Les Marines se retirèrent alors pour permettre à l'appui aérien, à l'artillerie et à la marine de frapper les positions du Viet Cong. À 16h49, la Compagnie E fut débarquée pour renforcer les Marines mais le soir, l'attaque fut interrompue. Les Marines déploraient 9 morts et 41 blessés.

#### 21 mars
L'artillerie de marine pilonna les positions du Viet Cong tandis qu'un épais brouillard retarda les frappes aériennes prévues. Le 1/4 Marines (en) captura Ap Chinh An avec une opposition minimale car les Viet Cong avaient déjà abandonné leurs positions à la faveur de la nuit. Le 2/1 Marines (en) fut ensuite débarqué à la Landing Zone Duck, à 3 km à l'ouest de la LZ Robin à 11h15 sans rencontrer de résistance. L'opération se poursuivit pendant les 2 jours suivants sans autres engagements.

### Conséquences
L'opération Oregon se conclut le 23 mars, les Marines avaient subi 11 morts et 45 blessés et affirment que les Vietcongs eurent 48 tués et 8 prisonniers.